# Peter Rundel
Peter Rundel (Friedrichshafen, 1958) is een Duits violist en dirigent.

## Opleiding
Peter Rundel studeerde viool bij Igor Ozim en Ramy Shevelov in Keulen, Hannover en New York. Hij studeerde ook orkestdirectie bij Michael Gielen en Péter Eötvös. Een van zijn mentoren in New York was componist Jack Brimberg.

## Levensloop
Een dramaturgische creativiteit en doorgronde benadering van de partituren maakt Peter Rundell tot een van de meest gevraagde dirigenten in Europa. Hij wordt dan ook regelmatig uitgenodigd door onder meer Bayerichse Rundfunk Orchester, DSO en RSO Berlin, SWR Sinfonieorchester Köln.
Van 1984 tot 1996 was hij violist bij het Ensemble Modern, met dit ensemble blijft hij ook als dirigent sterk verbonden. Hij heeft ook samengewerkt met belangrijke hedendaagse ensembles zoals het Ensemble Recherche, Asko Schönberg en Klangforum Wien. Hij is ook een regelmatige gast bij het Ensemble Contemporain en musikFabrik.
Sinds 1999 werd hij dirigent bij het Royal Philharmonic Orchestra of Flandres naast Herreweghe en Weller.
In 2003 dirigeerde hij voor de eerste maal het Radio Symphony Orchestra Berlin.
In 2005 werd hij artistiek directeur van het Remix Ensemble in Casa da Musica in Porto.

## Prijzen
Peter Rundel kreeg verschillende prijzen voor zijn opnames van 20ste-eeuwse muziek.
De "Preis der deutschen Schallplattenkritik" heeft hij meermaals ontvangen voor de opnames van Luigo Nono "Prometeo", Hanspeter Kyburz "Ensemble and Orchestral Works", Steve Reich "City Life", Beat Furrer "Piano Concerto"
In 1998 ontving hij de Grand Prix du Disque voor de opname van Jean Barraquées "Complete Works"
Een nominatie voor een Grammy Award voor Heiner Goebbels "Surrogate Cities"
In 2011 de Echo Klassik prijs voor de cd "Sprechgesange" met musikFabrik.
In 2013 de CarlOrff Preis voor de "Prometheus" productie op de Ruhrtriennale

## Discografie[3][4]
- 1998:  Jean Barraqué,Friedrich Nietzsche,Hermann Broch - Complete Works
- 1998:  Günter Steinke - Streichtrio; ... kaum einen Hauch; Annäherungen; Arcade; Durchbrochene Räume
- 1999: Georg Friedrich Haas - Night / Nacht
- 2000: Hanspeter Kyburz - Malstrom; The Voynich Cipher Manuscript; Parts
- 2000: Heiner Goebbels - Surrogate Cities
- 2000: Mark-Anthony Turnage - Blood on the Floor
- 2002: Morton Feldman - Violin & String Quartet
- 2002: Toshio Hosokawa - Koto-uta; Voyage I; Konzert für Saxophon und Orchester; Ferne-Landschaft II
- 2003: Elliot Sharp - Racing Hearts / Tessalation Row / Calling
- 2003: Steve Reich - Eight Lines
- 2004: Morton Feldman - Musica Viva 09: Violin and Orchestra; Coptic Light
- 2005: Manuel Hidalgo
- 2005: Walter Zimmermann - The Echoing Green
- 2005: José María Sánchez-Verdú - Arquitecturas de la ausencia
- 2005: Tobias PM Schneid - Prelude I: Harmonic Encounters; Weird Scenes Inside the Mirror Cages I; Vertical Horizon I; Umbrellas & Sewing Machines; I'm Dancing on the Edge of Time II; The Lonely Monk's Reflections II
- 2006 Giacinto Scelsi - The Orchestral Works 2: La Nascita Del Verbo, Quattro Pezzi (Su Una Nota Sola), Uaxuctum
- 2006: Claude Vivier - Cinq Chansons Pour Percussion
- 2006: Wolfgang Mitterer - Coloured Noise
- 2006: Luciano Berio - Canticum novissimi testamenti; A-Ronne
- 2007: Emmanuel Nunes - Épures Du Serpent Vert II · Duktus
- 2007: Fausto Romitelli - Audiodrome - Orchestral Works
- 2007: Berio, Xenakis, Turnage - Dedicated To Christian Lindberg
- 2007: Bernhard Lang - DW 14 + DW 9
- 2008: José María Sánchez-Verdú - Alqibla; La rosa y el ruiseñor; Elogio del horizonte; Ahmar-aswad; Palsajes del placer de la culpa
- 2009: Beat Furrer - Konzert Für Klavier Und Orchester
- 2009: Salvatore Sciarrino - Sui Poemi Concentrici I, II, III
- 2009: Nicolaus A. Huber - Weisse Radierung; 'Mit etwas Extremismus' und einer Muskel-Coda; Air mit 'Sphinxes'; dasselbe ist nicht dasselbe
- 2010: Kaija Saariaho, Mark Andre, Ian Willcock - Nach innen
- 2011: Bernard Cavanna - Karl Koop Konzert; Shanghai Concerto; Trois strophes
- 2011: Friedrich Cerha - Bruchstück, geträumt; Neun Bagatellen; Instants
- 2012: Chiyoko Szlavnics - Gradients of Detail
- 2013: Karlheinz Stockhausen - Michaels Reise Um Die Erde
- 2013: Johannes Schöllhorn - Clouds And Sky
- 2015: Isabel Mundry,Wolfgang Mitterer - Musica Viva 21: Crush 1–5 / Non-Places
- 2015: Elliott Sharp - The Boreal
- 2016: Morton Feldman - Beckett Material
- 2017: Michael Jarrell - ...mais les images restent...
- 2018: Paulo de Assis,Luigi Nono - Como una ola de fuerza y luz; .....sofferte onde serene... / unfolding waves... con luigi nono